# ماریانا دیاز-اولیوا
 ماریانا دیاز-اولیوا (انگلیسی: Mariana Díaz-Oliva؛ زادهٔ ۱۱ مارس ۱۹۷۶) یک تنیس‌باز اهل آرژانتین است.